# Закшевек (Мазовецьке воєводство)
Закшевек (пол. Zakrzewek) — село в Польщі, у гміні Острув-Мазовецька Островського повіту Мазовецького воєводства.
Населення — 59 осіб (2011).
У 1975-1998 роках село належало до Остроленцького воєводства.

## Демографія
Демографічна структура станом на 31 березня 2011 року:
|          | Загалом | Допрацездатний вік | Працездатний вік | Постпрацездатний вік |
| -------- | ------- | ------------------ | ---------------- | -------------------- |
| Чоловіки | 37      | 11                 | 23               | 3                    |
| Жінки    | 22      | 6                  | 11               | 5                    |
| Разом    | 59      | 17                 | 34               | 8                    |